# Diamantoide
Die Diamantoide (Diamantartige, engl. diamondoids) sind eine Stoffgruppe von mineralischen Cycloalkanen, bei denen das Kohlenstoffgerüst gleich dem eines Diamanten ist, sowie deren Substituenten. Der einfachste Diamantoid ist das Adamantan. Einige Diamantoide kommen in geringen Mengen im Erdöl sowie in Bergkristallen vor. Die Diamantoide sollen in der Nanotechnologie eingesetzt werden, zur Herstellung von Pharmazeutika sind sie schon im Gebrauch. Die Diamantoide lassen sich als Diamantensplitter auffassen, an deren Außenfläche sich Wasserstoff angelagert hat. Es gibt auch mineralische, diamantartige Cycloalkene, deren einfachster Vertreter ist das Adamanten.
Die Homologen des Adamantans bilden eine homologe Reihe mit der allgemeinen Summenformel C4n+6H4n+12 = CmHm+6 (n = Anzahl der Adamantan-Formeleinheiten; m = Anzahl der C-Atome im Molekül).
Seiner Struktur entsprechend, kann die Formel für Adamantan auch so geschrieben werden: (CH)4(CH2)6; dadurch wird die Verwandtschaft seiner Struktur mit der des Hexamethylentetramins erkennbar: N4(CH2)6 (dieses kann auch als Tetraazaadamantan bezeichnet werden).
Einige Diamantoide:
- n = 1 → Adamantan (C10H16)
- n = 1,5 → Icean (C12H18)
- n = 2 → BC-8 (C14H20)

Strukturformel von Diamantan

- n = 2 → Diamantan (C14H20) (auch Diadamantan)
- n = 3 → Triamantan (C18H24) (auch Triadamantan)
- n = 4 → Isotetramantan (C22H28)
- n = 5 → Pentamantan (C26H32)
- n = 6 → Super-adamantan (C30H36)

Ab fünf Diamantkäfigen (n = 5) verliert die Summenformel für Diamantoide ihre allgemeine Gültigkeit, da einzelne Strukturen existieren, die durch besondere Anordnung der Adamantan-Einheiten weniger Atome benötigen als die Formel besagt. Ein Beispiel hierfür ist Cyclohexamantan (C26H30), dessen sechs Diamantkäfige bzw. Adamantan-Einheiten quasi kreisförmig angeordnet sind, was Baumaterial spart. Ab Pentamantan ist die oben angegebene Summenformel daher zwar für viele Strukturen nach wie vor richtig, im Allgemeinen aber als obere Grenze zu verstehen.
Alan Marchand konnte cis- und trans-1,2-Di(1-adamantyl)ethen herstellen, das aufgrund seiner sterischen Abstoßung interessant ist.